# Шоже (Кот-д’Ор)
Шоже́ (фр. Chaugey) — коммуна во Франции, находится в регионе Бургундия. Департамент коммуны — Кот-д’Ор. Входит в состав кантона Ресе-сюр-Урс. Округ коммуны — Монбар.
Код INSEE коммуны — 21157.

## Население
Население коммуны на 2010 год составляло 22 человека.
| 1962 | 1968 | 1975 | 1982 | 1990 | 1999 | 2010 |
| ---- | ---- | ---- | ---- | ---- | ---- | ---- |
| 40   | 52   | 41   | 25   | 19   | 13   | 22   |

## Экономика
В 2010 году среди 13 человек трудоспособного возраста (15—64 лет) 10 были экономически активными, 3 — неактивными (показатель активности — 76,9 %, в 1999 году было 62,5 %). Из 10 активных жителей работали 9 человек (5 мужчин и 4 женщины), безработной была 1 женщина. Среди 3 неактивных 2 человека были учениками или студентами, 0 — пенсионерами, 1 был неактивным по другим причинам.